# Großwohnkomplex

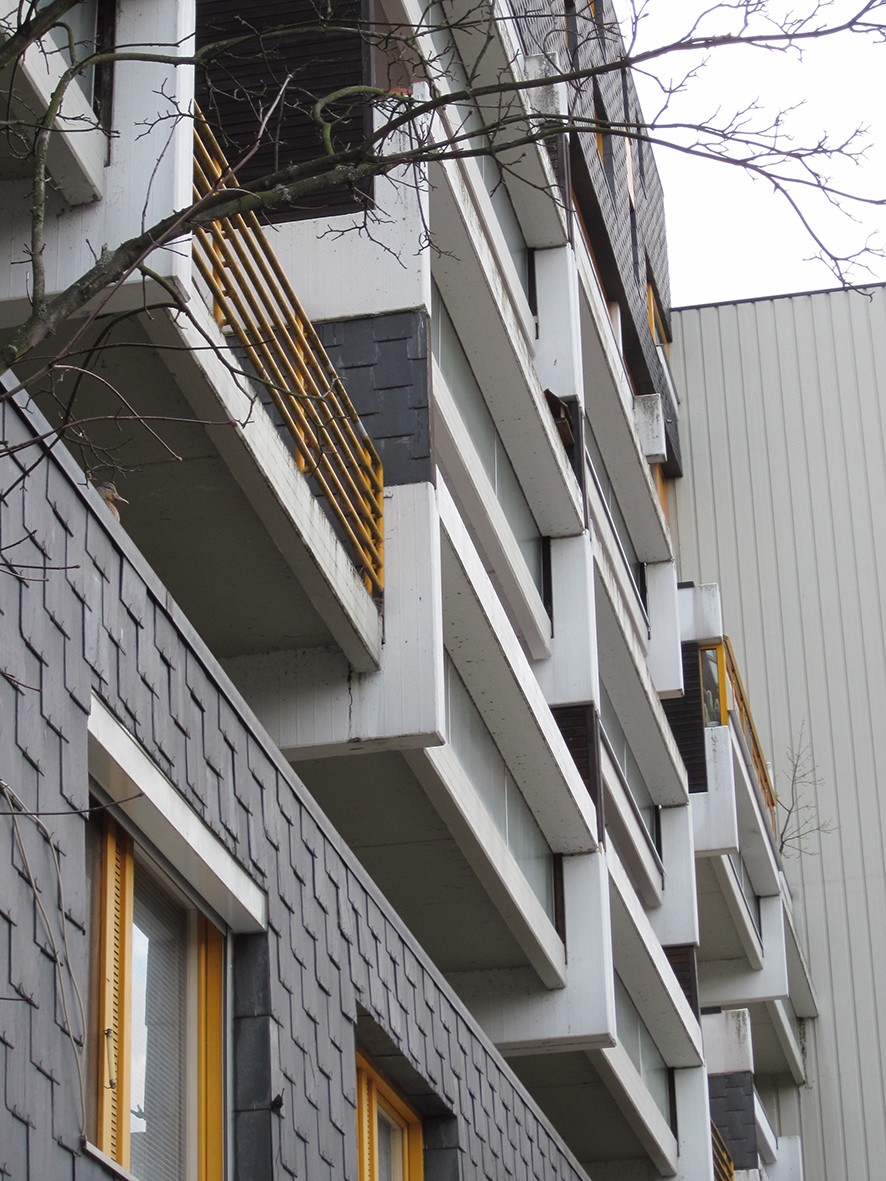
Fassadenausschnitt des Ihmezentrums, Hannover

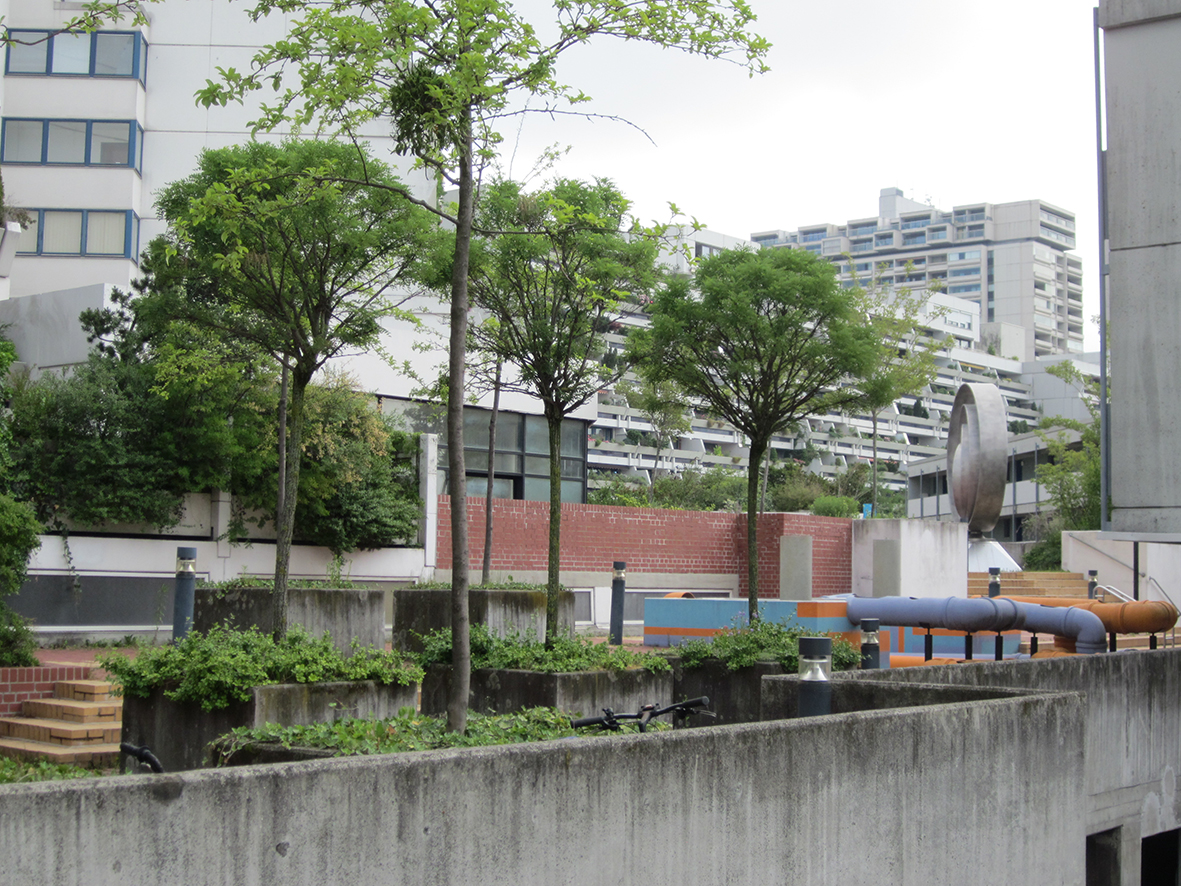
Öffentlicher Raum im Olympischen Dorf, München

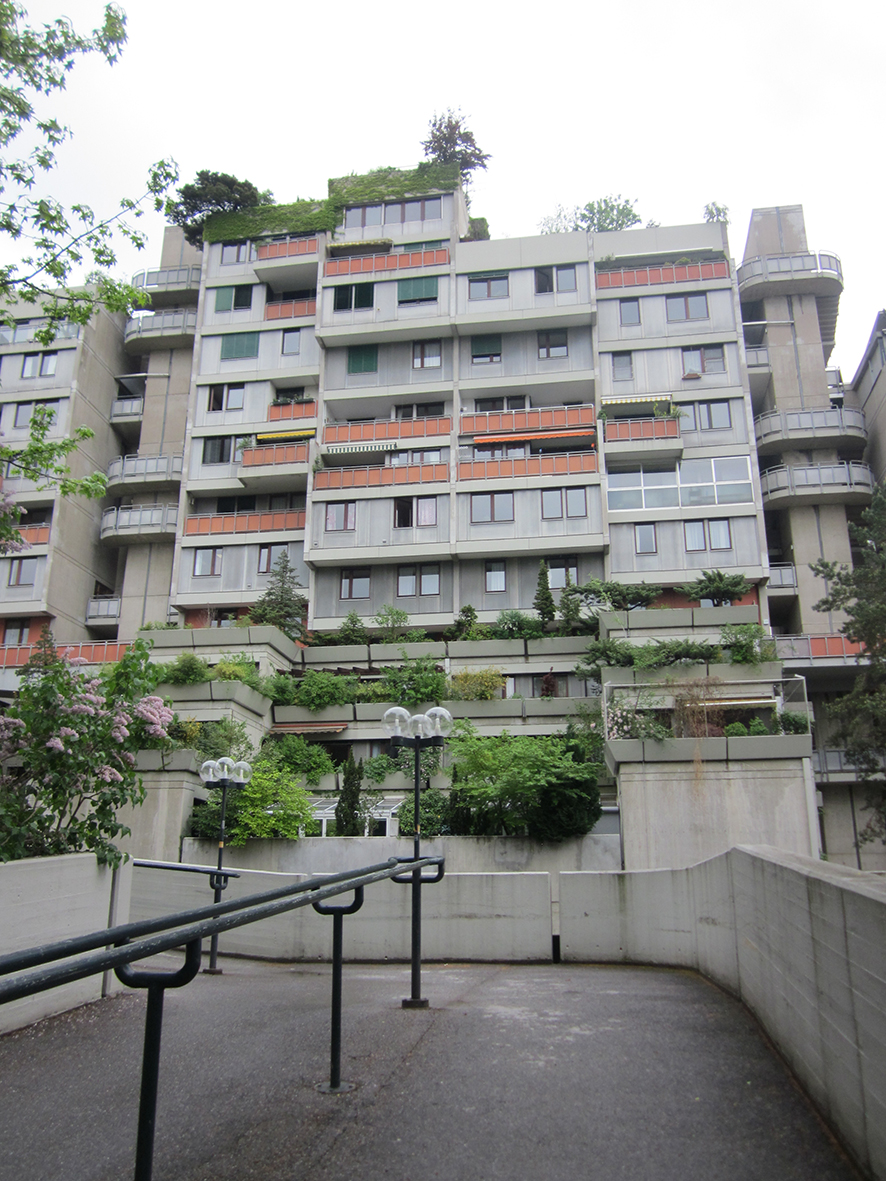
Terrassenhaussiedlung Graz St. Peter

Großwohnkomplexe gehören zum Typus der Komplexbebauung. Als Großwohnkomplexe werden Gebäudestrukturen bezeichnet, die auf Grund ihrer Größe und ihres Maßstabs im Stadtraum zwischen städtebaulicher Struktur und architektonischem Objekt stehen. Großwohnkomplexe wurden in den 1960er/1970er Jahren unter dem städtebaulichen Leitbild der „Urbanität durch Dichte“ entwickelt. Obwohl sie unterschiedliche Gebäude beinhalten können und in ihrer Ausdehnung Stadtquartieren ähneln, wurden sie zu einem Zeitpunkt als ein „Bauwerk“ errichtet und bilden damit eine Abgrenzung zu städtebaulich gewachsenen Stadtstrukturen.

## Definition
Großwohnkomplexe wurden innerstädtisch im bestehenden Stadtgefüge platziert und besitzen einen hohen Kontextbezug. Sie wurden mit einem hohen Anteil an Wohnnutzung geplant, die durch weitere Funktionen ergänzt wurden. Nutzungsmischung (Wohnen, Büros, Praxen, Einzelhandel etc.), Komplexität in der Gestaltung, räumliche Dichte, die fußläufige Erschließung aller Funktionen sowie die Ausgliederung des PKW-Verkehrs in die Kellergeschosse zeichnen Großwohnkomplexe aus. Die spezifische Gestalt von Großwohnkomplexen lässt sie einzigartig im Stadtraum erscheinen und fördert trotz Kontextbezug die deutliche Abgrenzung zur umgebenden Bebauung. Durch den Bau unterschiedlicher Wohnformen (vom Hochhaus über Mehrfamilienhäuser in Terrassenbauweise bis zum Reihen-, Zeilen oder freistehenden Einfamilienhaus) innerhalb des Komplexes wurden heterogene Bevölkerungsstrukturen realisiert. In der Planung von Großwohnkomplexen wurde das Bauen in Systembauweise oder modulares Bauen gefördert.

## Geschichte
Großwohnkomplexe entstanden in den 1960er und 1970er Jahren vermehrt in Westeuropa. Die Gebäudestrukturen waren vom Strukturalismus, Brutalismus, von utopischen Megastrukturen und von einer Gesellschaft geprägt, die technische Entwicklungen als zukunftsweisend ansah und auf Grund der wirtschaftlichen Entwicklungen dieser Zeit positiv in die Zukunft blickte.
Das Interesse an großmaßstäblichen Gebäudestrukturen wie Großwohnkomplexen ging Mitte der 1970er Jahre auf Grund von gesellschaftlichen und wirtschaftlichen Veränderungen deutlich zurück. Heute ist eine Tendenz erkennbar, die verdichtete, komplexe Bebauungsstrukturen mit Funktionsmischung wieder attraktiv erscheinen lässt (Vgl. beispielsweise „The Interlace“, Singapur).

## Beispiele westeuropäischer Großwohnkomplexe
- London: Lillington and Longmoore Gardens
- London: Brunswick Centre
- London: Barbican Estate mit Kulturzentrum Barbican Centre
- Berlin: Autobahnüberbauung Schlangenbader Straße
- Hannover: Ihmezentrum
- München: Olympisches Dorf (München)
- Graz: Terrassenhaussiedlung Graz, St. Peter
- Paris: Zentrum von Ivry-sur-Seine